# Katja Stauber
Katja Stauber Inhauser (* 23. August 1962 in Blomberg, Deutschland) ist eine Schweizer Radio- und Fernsehjournalistin.

## Leben
Stauber lebte bis zu ihrem siebten Lebensjahr mit ihren Eltern in Südwestafrika, anschliessend zog die Familie in die Schweiz. Nach der Matura studierte sie vier Semester Rechtswissenschaft an der Universität Zürich. 1984 begann sie beim Privatsender  Radio 24 als Moderatorin zu arbeiten, von 1988 bis 1990 war sie beim Fernsehsender European Business Channel tätig, anschliessend bei Radio Z.
Von 1992 bis 2020 war Katja Stauber Moderatorin und Redaktorin der Tagesschau von Schweizer Radio und Fernsehen. Am Ende der Sendung verabschiedete sie sich jeweils mit den schweizerdeutschen Worten «Uf Wiederluege».
Katja Stauber lebt mit ihren zwei Söhnen aus erster Ehe und ihrem jetzigen Ehemann, dem Tagesschau-Kollegen Florian Inhauser, im Kanton Zürich. Am 3. April 2020 moderierte sie nach 2700 Ausgaben ihre letzte Tagesschau, verabschiedet wurde sie von Florian Inhauser. Seither ist sie als Produzentin der Hauptausgabe tätig.